# Liste der Naturdenkmale in Lorscheid
Die Liste der Naturdenkmale in Lorscheid nennt die im Gemeindegebiet von Lorscheid ausgewiesenen Naturdenkmale (Stand 3. Juni 2024).

## Naturdenkmale
| Nr.         | Bezeichnung | Lage                                           | Beschreibung | Bild                                    |
| ----------- | ----------- | ---------------------------------------------- | ------------ | --------------------------------------- |
| ND-7235-443 | Eiche       | östlich des Ortes; Flur Beim Fliegenkreuz Lage | Quercus sp.  | Direkt Bild zu diesem Denkmal hochladen |